# Polemon I av Pontus
Polemon I av Pontus, död 8 f. Kr., var regerande kung av Pontus mellan 36 f.Kr. - 8 f. Kr.